# Panzer Dragoon
Panzer Dragoon – gra wideo typu rail shooter wydana na konsolę Sega Saturn w 1995 roku, a następnie na komputery PC oraz jako dodatek do gry Panzer Dragoon Orta na konsolę Xbox. Głównym bohaterem gry jest Keil Fluge – w samej grze jednak jego imię się nie pojawia – który porusza się po świecie gry na stworzeniu podobnym do smoka.

## Fabuła
Akcja gry osadzona jest w dalekiej przyszłości, setki lat po wyniszczającej wojnie, która cofnęła ludzkość w rozwoju technologicznym. Główny bohater w trakcie polowania na krabopodobne stworzenia i niespodziewanym ataku, trafia do miejsca, w którym walczy dwóch jeźdzców na smokach. Jeden z nich zostaje śmiertelnie raniony i oddaje swojego smoka bohaterowi, który rusza w pościg za przeciwnikiem.

## Rozgrywka
W stosunku do większości znanych Rail Shooterów, w Panzer Dragoon bohater ma pewną swobodę ruchu – smok leci automatycznie do przodu, jednak można nim swobodnie manewrować w obrębie ekranu, a także np. odwracać się. Głównym zajęciem w grze jest zestrzeliwanie nadlatujących przeciwników, za pomocą broni z nieskończoną amunicją, dzierżonej przez Keila – można jej używać na dwa sposoby – zwykły i naładowany strzał. W Panzer Dragoon walczy się również z bossami, posiadającymi większe niż inni przeciwnicy rozmiary i większą wytrzymałość.